# Universal Wrestling Federation (Herb Abrams)
A Universal Wrestling Federation (UWF) foi uma promoção independente de wrestling profissional estadunidense, fundada por Herb Abrams. A UWF operou as suas atividades entre 1990 e 1996, na cidade de Marina del Rey, Califórnia. A companhia acabou falindo em 1996 porque o criador e diretor Herb Abrams acabou falecendo.
A UWF produziu dois eventos especiais: o Beach Brawl, o primeiro e único evento pay-per-view; e o Blackjack Brawl, o primeiro e único evento televisivo. Participaram várias estrelas nestes eventos, como Bob Backlund, Paul Orndorff, Cactus Jack, Bob Orton, Jr., Bam Bam Bigelow, "Superfly" Jimmy Snuka e Steve Williams.

## Títulos
- UWF Americas Championship (1994)
- UWF Intercontinental Heavyweight Championship (1993)
- UWF Israeli Championship (1991)
- UWF Junior Heavyweight Championship (1994)
- UWF MGM Grand Championship (1994)
- UWF Midget World Championship (1994)
- UWF North American Championship (1991)
- UWF Southern States Championship (1992, 1994)
- UWF SportsChannel Television Championship (1991-1992)
- UWF Women's World Championship (1991, 1994)
- UWF World Heavyweight Championship (1994)
- UWF World Tag Team Championship (1994)